# سید عبدالواحد موسوی لاری
سیّد عبدالواحد موسوی لاری (زادهٔ ۱۳۳۳ در مُهر) سیاستمدار اصلاح‌طلب و روحانی شیعه ایرانی است که هم‌اکنون از اعضای شاخص مجمع روحانیون مبارز است. او در دولت‌های هفتم و هشتم از سال ۱۳۷۷ تا ۱۳۸۴ سمت وزیر کشور ایران را برعهده داشت و پیش‌از آن نیز به مدّت ۱ سال از سال ۱۳۷۶ تا ۱۳۷۷ به‌عنوان معاون امور حقوقی و مجلس رئیس‌جمهور فعّالیت می‌کرد.

## وزارت کشور
موسوی لاری پس از استیضاح عبدالله نوری توسط نمایندگان مجلس شورای اسلامی در سال ۱۳۷۷، نام وی از سوی سید محمد خاتمی به‌عنوان وزیر پیشنهادی کشور برای اخذ رأی از سوی نمایندگان به مجلس شورای اسلامی داده شد و وی توانست با ۱۷۷ رأی موافق، ۶۷ رأی مخالف و ۲۲ رأی ممتنع به‌عنوان وزیر کشور ایران در دولت هفتم انتخاب شود و در دولت هشتم نیز این سمت را برعهده داشت.

### عملکرد
از مهمترین رویدادهای دوران تصدی وزارت کشور توسط وی می‌توان به: حمله به کوی دانشگاه تهران در تیر ۱۳۷۸، برگزاری اولین دورهٔ انتخابات شوراهای اسلامی شهر و روستا پس از انقلاب سال ۱۳۵۷ و راه‌اندازی آنان، برگزاری انتخابات بحث‌برانگیز دورهٔ هفتم مجلس شورای اسلامی با توجه به تحصن و استعفای جمعی از نمایندگان مجلس ششم، ترور سعید حجاریان و زمین‌لرزه سال ۱۳۸۲ در بم اشاره کرد.

## معاونت رئیس‌جمهور
او در آغاز کار دولت هفتم به ریاست‌جمهوری سید محمد خاتمی به مدّت ۱ سال از سال ۱۳۷۶ تا ۱۳۷۷، سمت معاون حقوقی و پارلمانی رئیس‌جمهور ایران را برعهده داشت و سپس در دولت هفتم به‌عنوان وزیر کشور انتخاب شد.

## مجلس شورای اسلامی

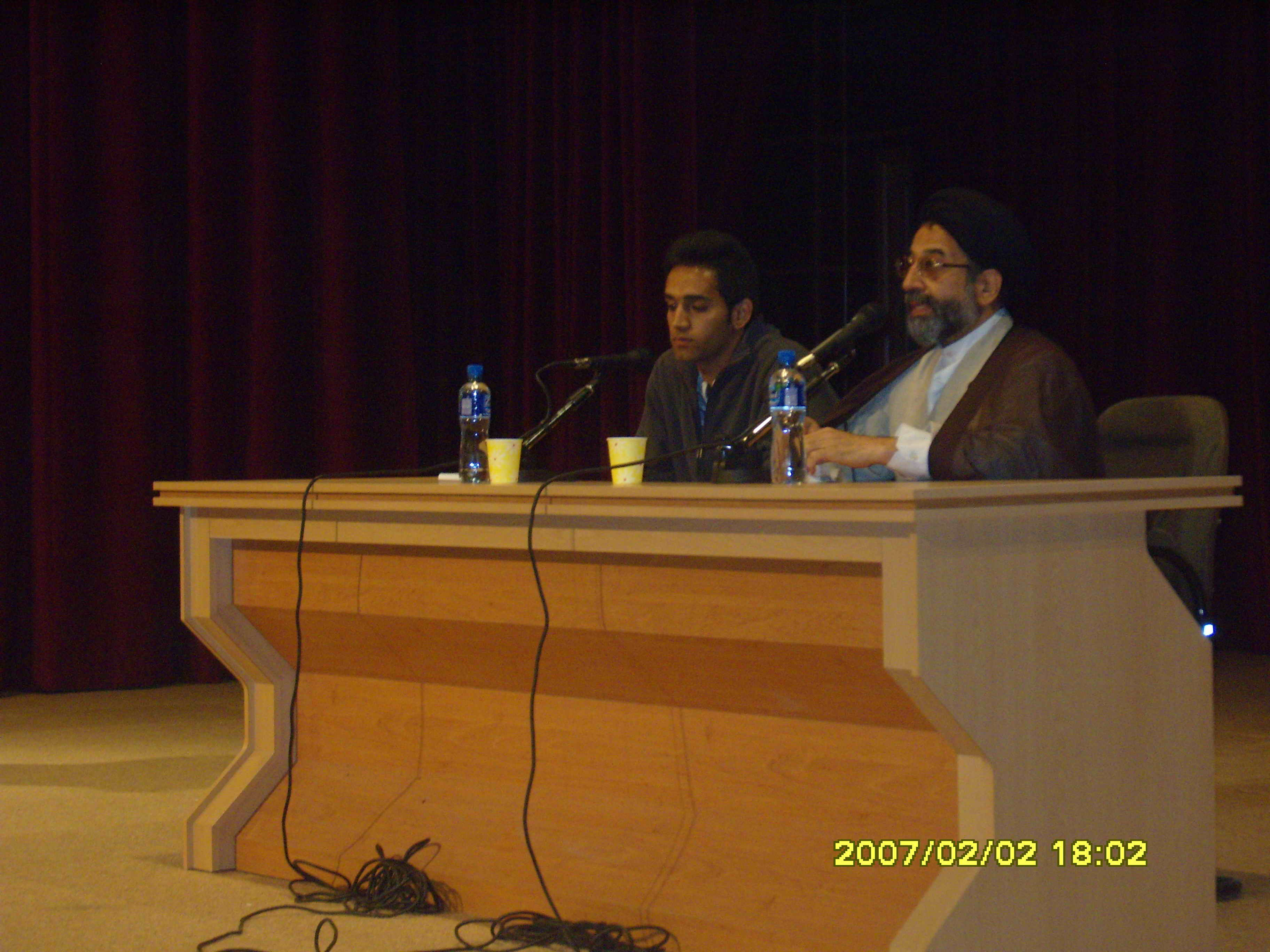
سخنرانی موسوی لاری در دانشگاه زنجان

موسوی لاری در دوره نخست مجلس شورای اسلامی به‌عنوان نمایندهٔ لار حضور داشت و در دوره سوم مجلس شورای اسلامی به‌عنوان نمایندهٔ تهران، ری، شمیران فعّالیت می‌کرد.

## فعالیت‌های سیاسی

### مواضع
موسوی لاری از اعضای بارز کمیتهٔ رسیدگی به ائتلاف کاندیدهای ریاست جمهوری در انتخابات دورهٔ یازدهم ریاست‌جمهوری در سال ۱۳۹۲ از سوی سید محمد خاتمی بوده‌است که به کناره‌گیری محمدرضا عارف انجامید و حسن روحانی کاندیدای مورد اجماع آن در نظر گرفته شد. او همچنین در جریان انتخابات دهمین دوره مجلس شورای اسلامی نایب رئیس شورای سیاستگذاری جناح اصلاح‌طلبان برای ائتلاف فراگیر اصلاح‌طلبان بود. وی همچنین پس از ابطال آرای مینو خالقی توسط شورای نگهبان در انتخابات دهمین دوره مجلس مجلس شورای اسلامی در سال ۱۳۹۴ از دولت حسن روحانی درخواست کرد که با ابطال آرا موافقت نکنند و اعتبارنامهٔ وی را به مجلس شورای اسلامی بفرستند.